# Глиптотека (Мюнхен)
. Думата „глиптотека“ е съвременен неологизъм. Тя произлиза от „глиптика“ – научен термин от археологията и изкуствознанието, с който се означават релефни, художествено гравираните скъпоценни или полускъпоценни камъни. В случая „глиптотека“ се използва малко подвеждащо и не особено на място, тъй като с думата се обозначава Музей за скулптурно изкуство, а не сбирка с гравирани скъпоценни камъни.
Глиптотеката се строи през 20-те години на 19 век, по идея на баварския крал Лудвиг I. Докато все още е принц Людвиг пътешества из Италия и закупува антични статуи и барелефи. Колекцията му се нуждае от пространство, където да бъде експонирана. Така се ражда идеята да бъде построена отделна сграда-музей, която да е част от един цялостен архитектурен ансамбъл, напомнящ античните времена. През 1814 г. той обявява конкурс за проект, в който участват архитектите Карл фон Фишер, Халер фон Халерщайн и Леополд фон Кленце. Поръчката получава Кленце като разработките му се базират и на идеи дадени от Карл фон Фишер.
„Кьонигсплатц“ (Königsplatz, Кралски площад) се строи от 1816 до 1830 г. по образ и подобие на древен Форум. Глиптотеката се намира в югозападната част на площада, от страната на Пинакотеката и срещу сградата на сегашния музей Antikensammlung. Строежът е вдигнат в груб вид през 20-те години, а през 1830 г. сградата е готова окончателно. Интериорът ѝ включва мраморни подове, щукатерия, оцветени тавани. Според замисъла, вътрешната обстановка трябва да бъде съчетана с експонатите в единна цялост и да въздейства комплексно като високо художествено произведение на изкуството.
По план Глиптотеката представлява монументална, квадратна, едноетажна, архитектурна конструкция с централен двор, заобиколен от свързани амфиладно и под ъгъл експозиционни зали. Предназначението на двора е да подпомага въздушната циркулация и да пропуска дневна светлина към помещенията.
През 1936 г. Кралският площад (Königsplatz) е покрит с настилка. По време на Втората световна война сградата на Глиптотеката е силно повредена от бомбардировките на Съюзническата авиация. Няколко зали са напълно разрушени, като например тази с асирийско изкуство. Последната не се реставрира повече. Между 1947 и 1953 се строи временна покривна конструкция на мястото на следвоенните руини. През 60-те години на 20 век сградата се реставрира по ръководството на Й. Видеман и търпи някои значими изменения. Поставена е нова подова настилка от варовикови плочи, избиват се прозорци в стените в помещенията там, където светлината не достига. Повдига се нивото на вътрешния двор. Експонатите са изложени по друг начин, портретите и бюстовете са разположени в средата на залите и са повдиганати до височината на погледа. През 1971/72 г. е монтирана инсталация с изкуствено осветление. През 1972 г. обновената Глиптотека отново отваря вратите си за посетители.
Глиптотеката притежава скулптури, мозайки и релефи, датиращи, като се започне от Архаичната епоха (ок. 650 пр.н.е.), до късното римско време (ок. 550 г.).
Сбирките са на кронпринц Лудвиг, който започва от 1804 г. да купува систематично древни скулптури. Неговият агент по изкуство Йохан Мартин фон Вагнер купува в Рим през 1813 г. Фавнът на Барберини и същата година в Гърция ценните фигури от храма на Афайя в Егина, така наречените Егинети.
Произведенията са от епохите:
- Архаически период (700-490 пр.н.е.)
- Класически период (490–323 пр.н.е.)
- Елинистически период (323–146 пр.н.е.) (Barberini Faun от 220 пр.н.е.)
- Римски скулптури (150 пр.н.е. – 550 г.)

Скулптурите от Египет се намират в музея на египетско изкуство в Мюнхен (Staatliches Museum Ägyptischer Kunst).